# Фасова (Житомирская область)
Фасова́ (укр. Фасова) — село в Хорошевском районе Житомирской области Украины.

## История
Являлось центром Фасовской волости Житомирского уезда Волынской губернии Российской империи.
Население по переписи 2001 года составляло 372 человека.

## Адрес местного совета
12131, Житомирская область, Хорошевский р-н, с. Фасова, ул. Б. Хмельницкого, 39б